# 2021年ヨーロッパ洪水

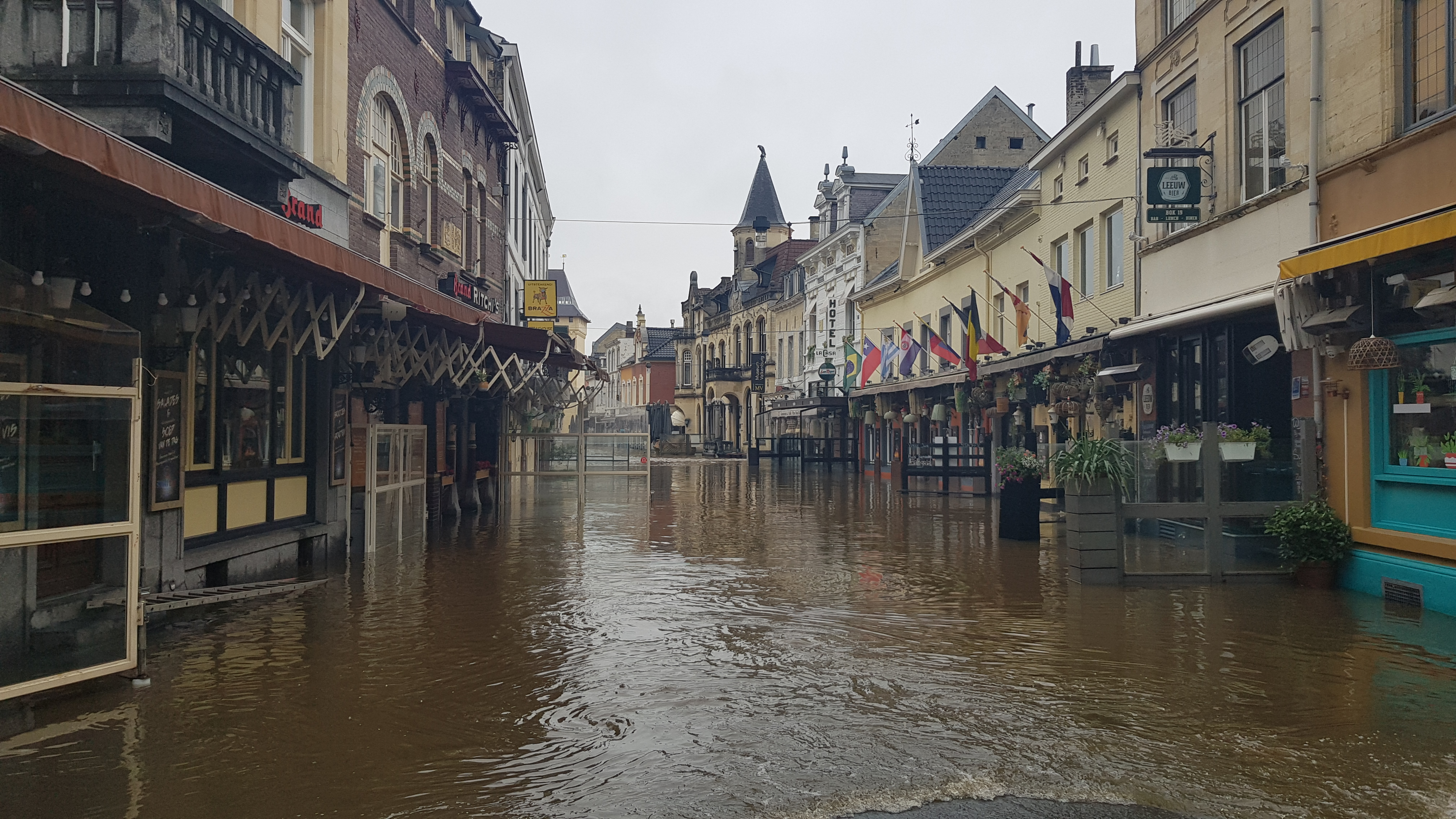
オランダにおける洪水の様子

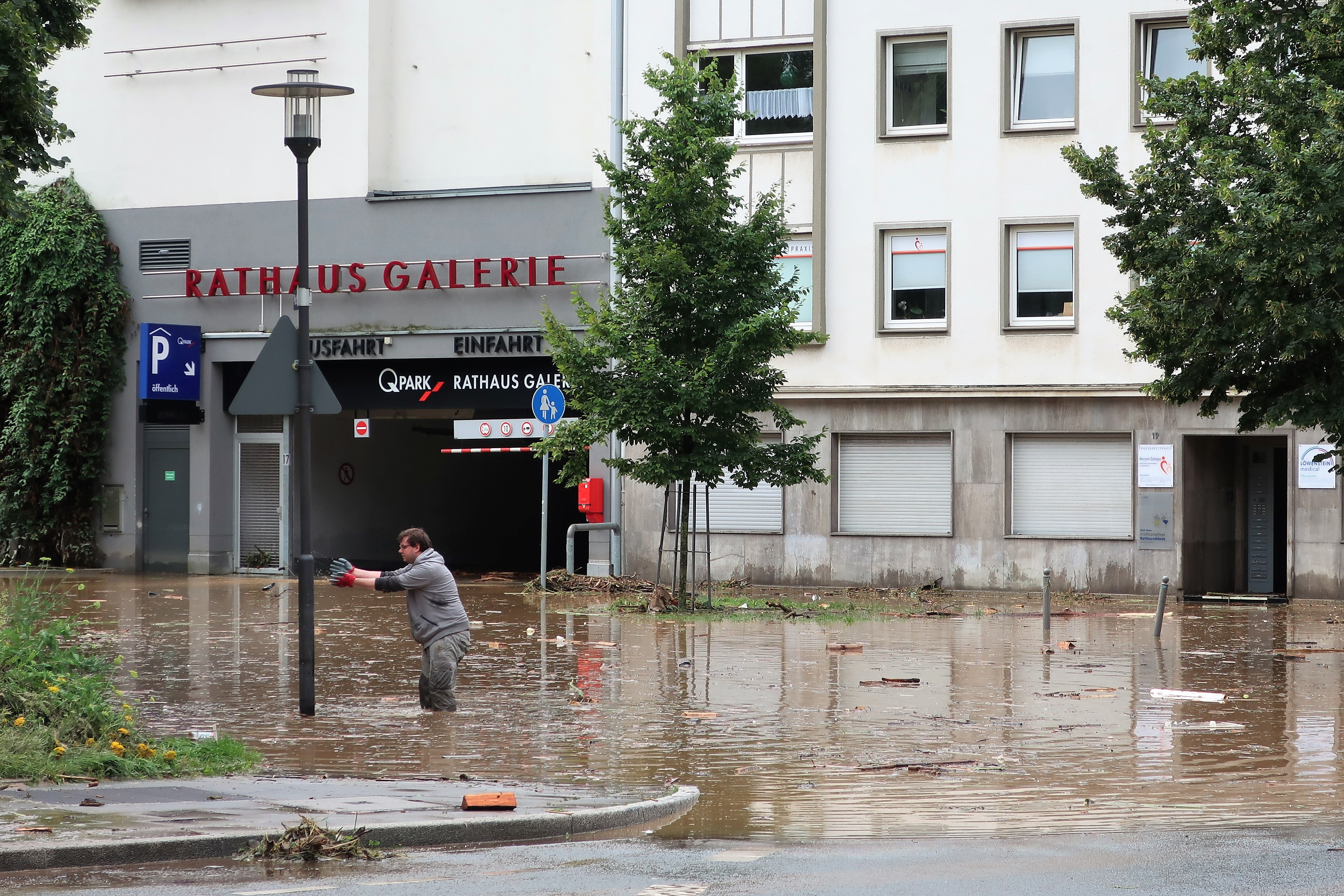
ドイツにおける洪水の様子

2021年ヨーロッパ洪水（英語: 2021 European floods）は、2021年7月にヨーロッパで発生した大規模な洪水である。

## 概要
2021年7月14日から15日にかけて、強い低気圧『ベルント（ないしはベアント）』の影響で、西ヨーロッパのドイツ西部やベルギーなどを中心に、記録的な豪雨による大規模な洪水が発生。この洪水による死者は180人を超えた。ドイツでは、ラインラント・プファルツ州でおよそ1,300人が安否不明となっているほか、同国のラインラント・プファルツ、ノルトライン・ウェストファーレン両州で103人が死亡した。ベルギーでも23人が死亡したという。影響は、ドイツやベルギーをはじめ、フランスやイタリア、ルクセンブルク、オランダ、スイス、イギリスなど、ヨーロッパの広い範囲に及んでいる。ドイツのメルケル首相は、15日に訪問先のアメリカで「被災した地域の人々にとって恐ろしい日々だ。私の思いは皆さんと共にある」と述べた。